# کریپتو وایرولوژی
کریپتو وایرولوژی (به انگلیسی: Cryptovirology) به استفاده از رمزنگاری برای ابداع بدافزارهای قدرتمندی مانند باج افزار و درهای پشتی نامتقارن اشاره دارد. به طور عادی، رمزنگاری و برنامه‌های کاربردی آن ماهیت دفاعی دارند و حریم خصوصی، احراز هویت و امنیت را برای کاربران فراهم می کنند. کریپتو وایرولوژی تغییری در رمزنگاری به‌وجود می‌آورد و نشان می‌دهد که می‌توان از آن به صورت مخرب نیز استفاده کرد. می توان از آن برای نصب حملات مبتنی بر اخاذی استفاده کرد که باعث از دست دادن دسترسی به اطلاعات، از دست دادن محرمانه بودن و نشت اطلاعات می‌شود، وظایفی که رمزنگاری معمولاً از آنها جلوگیری می کند. این روش با مشاهده این موضوع به‌وجود آمد تا رمزنگاری کلید عمومی را می توان برای شکستن تقارن بین آنچه که یک تحلیلگر آنتی ویروس در مورد بدافزار می بیند و آنچه مهاجم می بیند استفاده کرد. تحلیلگر ضد ویروس یک کلید عمومی موجود در بدافزار را می بیند، در حالی که مهاجم کلید عمومی موجود در بدافزار و همچنین کلید خصوصی مربوط (خارج از بدافزار) را از زمانی که مهاجم جفت کلید را برای حمله ایجاد کرده است، می بیند. کلید عمومی به بدافزار اجازه می دهد تا عملیات یک طرفه trapdoor را بر روی رایانه قربانی انجام دهد که فقط مهاجم می تواند آنها را خنثی کند.

## جستار وابسته
- کدنویسی امن
- کنترل دسترسی
- مبهم‌سازی کد